# 蟠龙洞龙母庙
蟠龙洞龙母庙，位于中国广东省佛山市南海区西樵山，建于1938年，筑群面积404平方米，为砖木结构、硬山顶建筑。1994年7月5日，列入南海市文物保护单位；2006年，列入佛山市文物保护单位。